# Sten Nordin
Sten Roland Nordin, född 18 februari 1956 i Bälinge församling i Södermanlands län, är en svensk politiker (moderat) och ämbetsman.
Nordin var finansborgarråd och kommunstyrelsens ordförande i Stockholms kommun mellan 2008 och 2014. Han var även ledamot i styrelsen för Sveriges Kommuner och Landsting. Nordin var dessförinnan borgarråd i Stockholms kommun 1994–2006 och riksdagsledamot 2006–2008, invald för Stockholms kommuns valkrets. Han var senare landshövding i Blekinge län mellan 1 oktober 2017 och 31 januari 2021.

## Biografi
Under studietiden i Uppsala var Nordin ordförande i Föreningen Heimdal. Heimdal ingick på den tiden i Fria moderata studentförbundet, i vilket Nordin blev viceordförande 1981 och var förbundssekreterare i 1982–1984.
Nordin blev gruppledare för Moderaterna i Stockholms kommuns socialnämnd 1992. Han utsågs till gatu- och fastighetsborgarråd 1998 efter fyra år som oppositionsborgarråd, och var ledamot i kommunstyrelsen 1994–2006. Nordin var vice gruppledare för Moderaterna i kommunfullmäktige 1998–2006 och var förbundsordförande för Moderaterna i Stockholms stad 2003–2011. I april 2008 återvände han till kommunpolitiken och blev finansborgarråd och gruppledare sedan Kristina Axén Olin hade lämnat de befattningarna.
Nordin var riksdagsledamot 2006–2008. I riksdagen var han ledamot i trafikutskottet 2006–2008 och suppleant i skatteutskottet. Han var även ledamot av Moderaternas riksdagsgrupps förtroenderåd.[källa behövs] Nordin utsågs i februari 2008 till regeringens kontaktperson i flyktingdialogen med kommunerna. Nordin avsade sig uppdraget som riksdagsledamot i maj 2008 och till ny ordinarie riksdagsledamot från och med 7 maj 2008 utsågs Reza Khelili Dylami.
Nordin installerades 2019 som hedersledamot vid Blekingska nationen i Lund. Han är gift med Hanna Hesser Nordin.

## Priser och utmärkelser
- 2017: Hans Majestät Konungens medalj i guld av 12:e storleken, att bäras om halsen i högblått band (Kon:sGM12mhb)[10]